# SC Union 03 Altona
SC Union 03 Altona is een sportvereniging uit Altona, een stadsdeel van Hamburg, met afdelingen in voetbal, vrouwenvoetbal en tennis. Tot 1938 was Altona een zelfstandige grootstad, daarna werd het een deel van Hamburg. De voetbalafdeling speelde van 1905 tot 1963 in de twee hoogste reeksen. De vrouwenhandbalafdeling was de succesvolste afdeling van de club. Zij werden in 1968 en 1972 Duits landskampioen.

## Geschiedenis
De club werd op 7 juni 1903 opgericht als voetbalclub FC Union von 1903 Altona na een fusie tussen FC Deutschland en FC Vorwärts. De club trad in 1905 toe tot de voetbalbond van Hamburg-Altona en werd meteen goed genoeg bevonden om aan te treden in de hoogste speelklasse. De club werd afgetekend laatste, maar de volgende seizoenen eindigde de club in de middenmoot. In 1913 kwalificeerde de club zich voor de NFV-Liga, een nieuwe competitie die door de Noord-Duitse voetbalbond (NFV) ingevoerd werd. Altona was in het voorgaande seizoen slechts zevende geëindigd, maar kreeg de voorkeur op Britannia Hamburg en Hamburger FC 1888 omdat ze uit Altona kwamen, dat toen nog niet bij Hamburg hoorde. In de grote competitie werd de club voorlaatste. Door het uitbreken van de Eerste Wereldoorlog werd de NFV-Liga meteen weer afgevoerd en de club speelde opnieuw verder in de competitie van Hamburg-Altona. De club eindigde nooit in de top drie, maar wel talloze keren op de vierde plaats.
Na de oorlog werden er enkele veranderingen doorgevoerd en er kwam een nieuwe competitie, die van Groot-Hamburg, verdeeld over twee reeksen. In 1922/23 werd de club kampioen van de groep Elbe en plaatste zich zo voor het eerst voor de Noord-Duitse eindronde. Na overwinningen op Lübecker BV 03 en Arminia Hannover werd de club in de halve finale verslagen door Holstein Kiel. De titel in Groot-Hamburg werd het volgende seizoen verlengd. Er werd ook een finale gespeeld tegen de kampioen van de groep Alster, HSV, die Altona met 2-1 verloor. In de eindronde versloeg de club nu VfR 1907 Harburg en plaatste zich voor de groepsfase, waar ze tweede eindigden achter HSV.
De volgende drie seizoenen werd de club telkens tweede achter grote rivaal Altona 93. In 1926/27 kwam de club dicht bij een nieuwe titel toen ze samen met Altona 93 bovenaan eindigden, maar in een beslissende wedstrijd trok 93 aan het langste eind. Het volgende seizoen eindigde St. Pauli SV 01 voor de club, maar vanaf dat seizoen mochten ook de vicekampioenen naar de eindronde. Union verloor hier van Arminia Hannover en ging naar de verliezersgroep. Hier werd de club groepswinnaar en nam het op tegen de nummer twee van de winnaarsgroep om een ticket naar de nationale eindronde, hierin verloren ze van Holstein Kiel.
In 1928/29 vond er een revolutie plaats in Noord-Duitsland. De grote clubs vonden dat de vele competities nefast waren voor hun niveau en zij richtten een eigen competitie op met negen clubs uit Groot-Hamburg en Holstein Kiel. Hierdoor vielen de meeste andere competities in het water. De bond organiseerde wel een eindronde waar ook de rebellen aan mochten deelnemen. Als derde in de competitie was Union geplaatst en na een overwinning op VfB Peine werd de club door HSV uitgeschakeld. De bond gaf gedeeltelijk toe aan de wensen van de rebellen en reduceerde de competities van elf naar zes.
Met een derde en tweede plaats kwalificeerde de club zich twee keer op rij voor de eindronde en werd telkens in de tweede ronde uitgeschakeld door respectievelijk Arminia Hannover en Bremer SV 06. Vanaf 1931/32 werd de eindronde in groepsfases gespeeld. Hierin werd de club twee keer op rij tweede achter Holstein Kiel.
In 1933 werd de competitie grondig hervormd toen de Nationaalsocialistische Duitse Arbeiderspartij aan de macht kwam in Duitsland. De zes competities in Noord-Duitsland en de voetbalbond werden afgeschaft en vervangen door de Gauliga. In heel Duitsland kwamen er zestien hoogste klasse, een groot verschil met de bijna 80 competities uit het voorgaande seizoenen. De clubs uit Noord-Duitsland werden verdeeld over de Gauliga Nordmark en Niedersachsen.
Na twee zesde plaatsen degradeerde de club in 1935/36. Twee jaar later maakte de club nog kans op promotie, maar slaagde hier niet in. In 1937 werd de naam gewijzigd in SC Union 03 Hamburg nadat Altona een stadsdeel geworden was van Hamburg. In 1939 vormde de club een oorlogsfusie met Rapid Bahrenfeld.
Na het einde van de Tweede Wereldoorlog werd de Gauliga opgeheven. De Oberliga Nord, de nieuwe hoogste klasse ging pas in 1947 van start. In de twee overgansseizoenen werden er regionale competities gespeeld. Zo speelde Union 03 voor het eerst sinds 1936 weer in de hoogste klasse en eindigde twee seizoenen in de middenmoot. De club kwalificeerde zich niet voor de Oberliga en ging in de Verbandsliga, later Amateurliga, spelen. In 1958 maakte de club kans op promotie naar de hoogste klasse, maar eindigde in de promotiegroep laatste achter VfV Hildesheim, Heider SV en VfB Oldenburg. In 1963 degradeerde de club uit de Amateurliga en was voor het eerst in zijn geschiedenis niet vertegenwoordigd in de twee hoogste klassen. Tot midden jaren zeventig speelde de club nog enkele seizoenen in de hoogste Hamburgse speelklasse, maar is inmiddels weggezakt naar lagere reeksen.

## Erelijst
Kampioen Groot-Hamburg/Elbe
1923, 1924